# Ivan Sztepanovics Mazepa
Ivan Sztepanovics Mazepa (ukránul: Іван Степанович Мазепа, oroszul: Иван Степанович Мазепа; Mazepinci, Bila Cerkva közelében, 1639. március 20. – Bender, Moldva, 1709. szeptember 8.) az orosz fennhatóság alá tartozó Bal parti Ukrajnában élő kozákság hetmanja; a nagy északi háborúban (1701–1721) szövetségre lépett a svédekkel az oroszok ellen.

## Fiatalsága
Ivan Sztepanovics Mazepa 1639-ben született Bila Cerkva közelében. Kiváló oktatásban részesült először a kijevi akadémián, majd később a varsói jezsuita kollégiumban. 1650-ben II. János Kázmér lengyel király udvarába került apródnak, majd Deventerben ballisztikát tanult, bejárta Franciaországot, Németországot, Itáliát és Spanyol Németalföldet is.

## Hetmansága

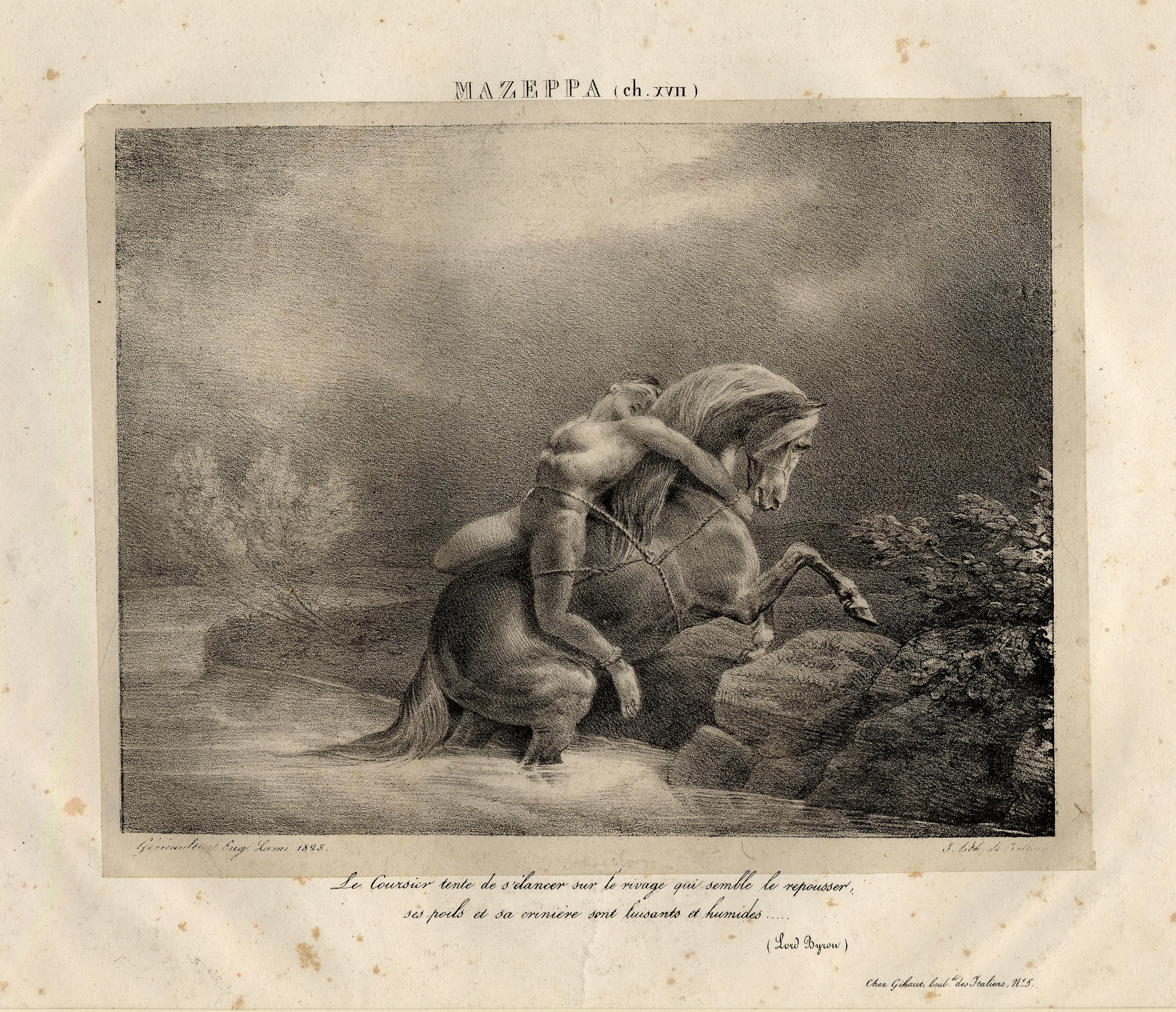
Théodore Géricault: "Mazeppa", illusztráció (1823)

1687-ben Szamojlovics bukása után Mazepát választották a Bal parti Ukrajna hetmanjává. A cári jóváhagyásért cserében el kellett fogadnia a „kolomaki cikkelyeket” (1687. július 25.), amely lényegesen megcsorbította a külpolitikai önállóságát, ugyanis szigorúan a cári külpolitika követését írta elő a hetman számára. Ennek betartására egy orosz lövészezredet helyeztek el Baturinban, a hetmani rezidenciában.
A sztarsina megnyerése érdekében folytatta elődei politikáját, és újabb földadományokat biztosított számukra. Az egyház támogatását új templomok építésével kívánta megszerezni. Támogatásának köszönhetően a kijevi akadémia további épületekkel gazdagodott, és jelentősen megnőtt a befogadóképessége. Hetmansága idején 2000 beiratkozottnak nyílt lehetősége az akadémián való tanulásra.
Szemben a sztarsinával és az egyházzal, a cserny aggodalommal figyelte a hetman tevékenységét. A sztarsinának tett engedményei következtében szembe fordultak vele a zaporozsjeiek, amely egészen odáig vezetett, hogy 1692-ben Petro Ivanenko Petrik felkelést szervezett a hetman ellen. Petrik megnyerte a tatárok támogatását, a krímiek azonban Zaporozsjéban kezdtek fosztogatni, így a felkelés lényegében hamvába halt.
Mazepa legnagyobb érdeme abban állt, hogy egyaránt képes volt a saját és Ukrajna érdekeit képviselni, illetve a Moszkvával való jó kapcsolatot fenntartani. Amikor I. Péter trónra került, a hetman támogatásáról biztosította. A kozákok részt vettek Moszkva oszmán- és tatárellenes hadjárataiban, és segítségükkel az oroszok 1696-ban bevették Azovi erődöt, aminek köszönhetően kijutottak az Azovi- és a Fekete-tengerre. Az idősödő hetman rendszeresen ellátta hasznos tanácsokkal a fiatal, még tapasztalatlan cárt, ami azt eredményezte, hogy egyfajta „baráti” viszony alakult ki közöttük. Az orosz tisztviselők úgy értékelték, hogy „soha egyetlen hetman sem volt ilyen segítőkész és hasznos a cár számára, mint Ivan Sztyepanovics Mazepa”.
Az andruszovói béke értelmében Lengyelországhoz került jobb parti ukrán területek megszerzése a bal parti hetmanok dédelgetett álma volt. Amikor 1704-ben a svédbarát Leszczynski Szaniszló került a lengyel trónra, a cár felszólította Mazepát, hogy menjen a Jobb parti Ukrajnába és segítse vissza a trónra a Romanovokkal szövetséges II. Ágostot. A parancs teljesítése mellett a hetman egyesítette Ukrajnát kvázi a cár nevében. Ezzel ismét tanújelét adta annak, hogy képes összeegyeztetni érdekeit és kötelezettségeit.

## A fordulat
A cár és Mazepa kapcsolatában a fordulópontot a nagy északi háború jelentette. A kezdeti kudarcok hatására I. Péter cár nagyfokú modernizációba kezdett a hadsereg, a kormányzat és a társadalom területén. Minden eddiginél nagyobb fokú centralizációt tűzött ki célul, ami veszélybe sodorta a Hetmanátus – 1654-ben garantált – autonómiáját.
A háború során a cár soha nem látott követelésekkel fordult Ukrajnához. Mindenekelőtt Moszkva elvárta, hogy a kozákok kizárólagosan a cár érdekei szerint cselekedjenek. Ahelyett, hogy otthonukban küzdöttek volna a hazájukat veszélyeztető lengyel, tatár és oszmán ellenségeikkel, az ukránok arra kényszerültek, hogy a távoli Livóniában, Litvániában és Lengyelország középső területein ütközzenek meg a modern svéd hadsereggel. Ezen összecsapások során egyértelművé vált, hogy a kozákok nem sok eséllyel néznek szembe a modern, hivatásos európai hadseregekkel. Közel 40 ezer kozák harcolt távol az otthonától, és az évenkénti emberveszteségük ezredenként akár a 60-70%-ot is elérhette. 1705-ben I. Péter a modern hadviseléshez szokott orosz és német katonatiszteket nevezett ki az ukrán ezredek élére, akik alsóbbrendű katonai egységenként szinte „ágyútöltelékként” kezelték a kozákokat. Egész Ukrajna területén nagyszámú orosz haderő tartózkodott, hódítóként viselkedve a helyi lakossággal szemben.
A legnagyobb csapásként az a hír érintette a kozákokat, mely szerint I. Péter fel akarja oszlatni a hagyományos kozák alakulatokat, és az európai hadsereg-modellnek megfelelően kívánja azokat újraszervezni. A sztarsina és a hetman számára is a legnagyobb bűnnek számított – még ha az orosz cár követi is el – a kozák tradíciók megsértése. Mazepa számára ekkor érkezett el az idő, mikor belátta, hogy a továbbiakban már nem képes összeegyeztetni saját maga és Ukrajna érdekeit a cár érdekeivel. Sokként érte a hetmant, amikor a cár kivonta a Zaporozsjei Hadat a hetman közvetlen irányítása alól és Alekszandr Mensikov parancsnoksága alá helyezte. További híreket kapott arról, hogy Moszkva az ukrán önkormányzati jog felszámolására törekszik, és a Hetmanátust az orosz vajdák hatáskörébe kívánja vonni.

## Mazepa „árulása”

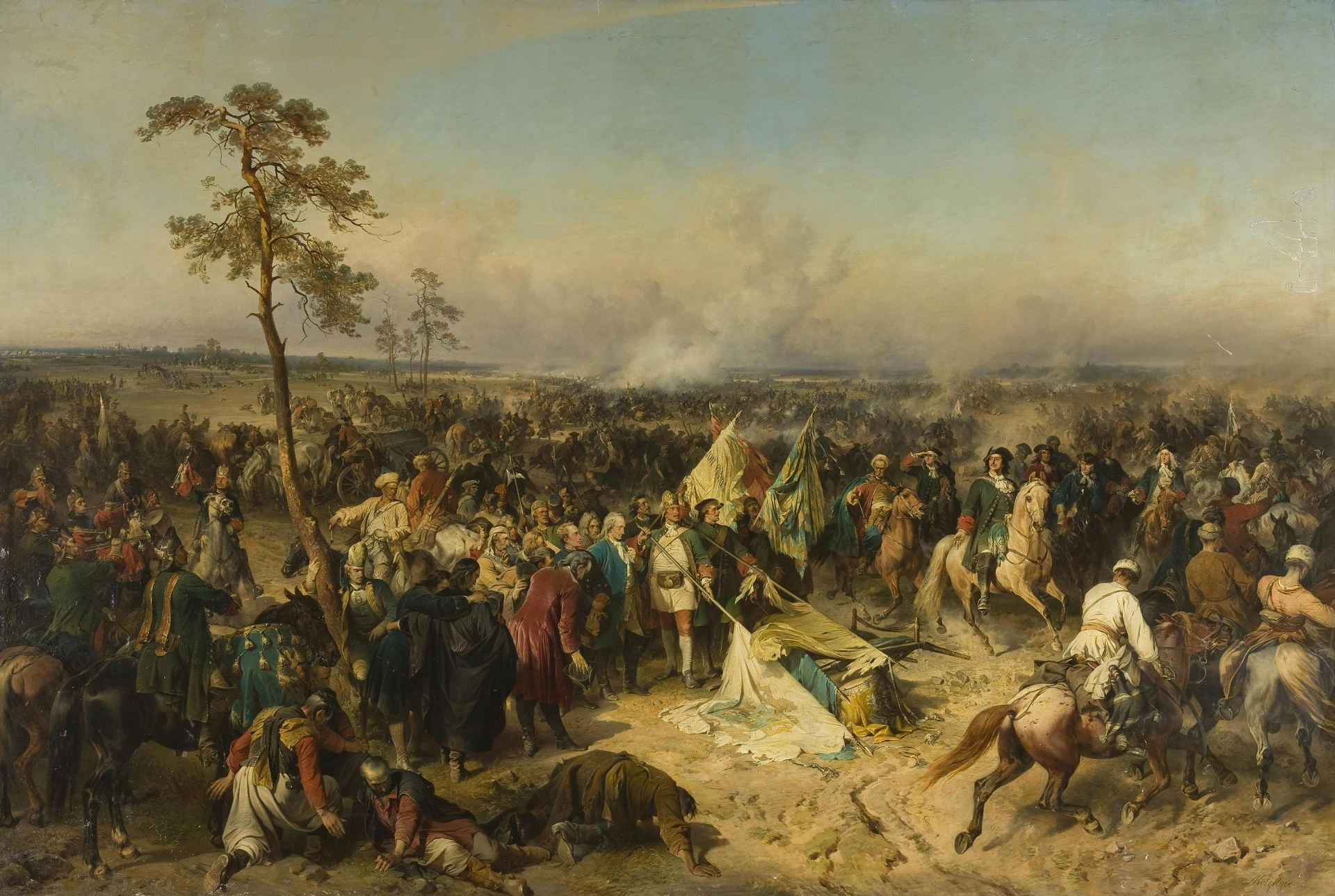
Alexander Kotzebue: A poltavai győzelem

A svéd csapatok 1707-ben megindították támadásukat. Ukrajna a svéd betöréstől való fenyegetettség reális közelségébe került, ezért a hetman segítségért fordult a cárhoz. I. Péter azonban a legkritikusabb pillanatban megtagadta a segítségnyújtást. Moszkva részéről ez a lépés jelentette az utolsó cseppet a pohárban Mazepa számára. A hetman úgy értékelte az eseményt, hogy az 1654-es perejaszlavi egyezmény már nem tekinthető kölcsönösen előnyösnek, ezért rá és a Zaporozsjei Hadra nézve a továbbiakban nem kötelező.
1708 februárja és márciusa között titkos svéd-ukrán tárgyalásokra került sor. Ezek során Mazepa segítségnyújtási kötelezettséget vállalt a svédek Moszkva elleni hadjárata esetén, illetve magára vállalta a svéd sereg ellátását is. A megbeszélt haditervvel ellentétben XII. Károly Ukrajnát tette főhadszíntérré.
Ennek a lépésnek a következtében a hetmannak nem maradt sok ideje végiggondolni a lehetséges alternatívákat. 1708. október 24-én a sztarsina a svéd szövetség mellett döntött, így Mazepa 15 ezer kozákjával csatlakozott XII. Károly seregéhez. Az egyezményt, melynek értelmében a hetman a svédek mellé állt, a következő év tavaszán, 1709. március 28-án kötötték meg. Ebben a svéd uralkodó ígéretet tett arra, hogy addig nem köt békét Moszkvával, amíg nem biztosítja Ukrajna különállását.
Néhány nappal az „árulást” követően Alekszandr Mensikov lerohanta a hetmani központot, Baturint és mintegy 6000 kozákot – férfiakat, nőket, gyermekeket – lemészárolt. Miután a baturini mészárlásnak híre ment, és az orosz terror végigsöpört Ukrajna városain, Mazepa lehetséges támogatói lemondtak a hetmanhoz való csatlakozásról. Mindeközben I. Péter utasította a sztarsinát, hogy nevezze ki Ivan Szkoropadszkijt hetmanná. 1708. november 11-én ez meg is történt.

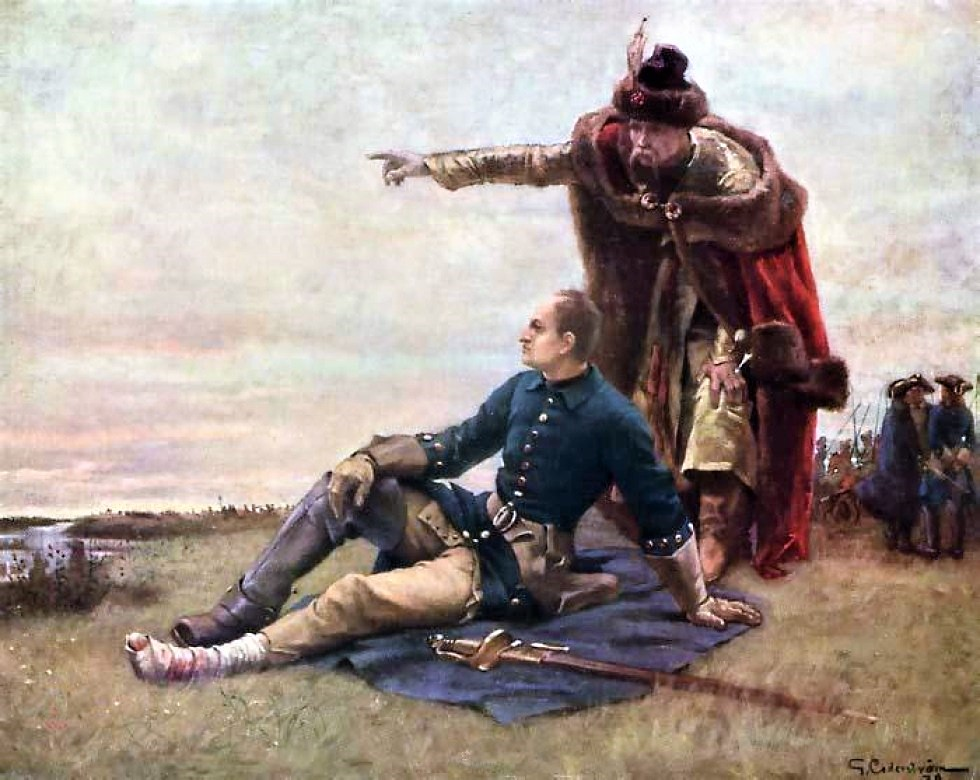
Ivan Mazepa és XII. Károly svéd király a Dnyepernél

A XII. Károly táborában állomásozó Mazepa egy meglepőnek tekinthető szövetségesre tett szert. Megelégelve az oroszok tatárellenes politikáját, 8000 zaporozsjei kozák csatlakozott a svéd sereghez és a hetmanhoz 1709 tavaszán. Ezért azonban súlyos árat fizettek, ugyanis májusban az orosz erők lerombolták a Szicset, a cár pedig elrendelte az összes elfogott zaporozsjei kozák kivégzését. Amúgy a svéd szövetség sem volt túl hasznos Ukrajna számára, mert az éhező és rongyos svéd katonák gyilkosságokkal tudták csak kikényszeríteni, hogy a parasztok a megmaradt élelmiszerkészleteiket (amiket az oroszok még nem pusztítottak el) átadják nekik. Ennek következtében a fehérorosz és ukrán vidékeken svédellenes felkelésekre került sor.
A döntő összecsapásra 1709. június 28-án került sor Poltavánál. I. Péter győzelme bebiztosította Moszkva számára a Baltikum feletti ellenőrzést, az ukránok sorsát pedig megpecsételte. Ezzel a vereséggel elillant az önállóság minden illúziója, és innentől kezdve már csak idő kérdése volt, hogy mikor szippantja magába egész Ukrajnát az ekkor megszületett Orosz Birodalom. A maradék svéd-kozák erőket az orosz-ukrán csapatok szörnyű dühvel üldözték végig Ukrajnán, míg elérték a Török Birodalom határát, ahol egy török hadtest elfogta a svédek maradványait szeptemberben. Mazepa röviddel ezután a törökök foglyaként meghalt a moldvai Benderiben.

## A Mazepa-kép az ukrán és az orosz történetírásban
Az orosz polgári történetírók – mint például Szolovjov, Kljucsevszkij – tradicionálisan árulóként kezelik Mazepát, amiért cserbenhagyta I. Pétert és átállt XII. Károly svédjeinek oldalára. Ennek az oka abban keresendő, hogy Ukrajnát az „egy és oszthatatlan” orosz birodalom részeként kezelték, és az, hogy Mazepa egy külső hatalomhoz fordult, egyértelműen árulásnak tekintendő a szemükben. A Nyugat orosz történészeinek Mazepa-képét jól szimbolizálja Michael Florinsky, a Columbia Egyetem egyik professzorának véleménye: „Mazepát – aki az orosz történetírás szerint egy aljas áruló volt – hazájának védelme irányította, amely önmagában tiszteletet követel, a mód, azonban, amellyel ezt megvalósítani kívánta, egyikévé teszi őt a leggátlástalanabb történelmi figuráknak”.
A szovjet történetírók folytatták az orosz polgári történetírás tradícióját a kérdés tekintetében. A Soviet Encyclopedia of the History of the Ukraine a Mazepa szócikket a következőképpen kezdi: „Ivan Sztyepanovics Mazepa (1644–1709), az ukrán nép elárulója”, egy másik mű, a History of the Ukrainian SSR pedig a következőt írja a hetmanról: „Mazepa, akinek neve a hűtlenség és árulás szinonimájává vált a történelemben”.
A 19. század második felének ukrán történetírásában – Kosztomarovnál, Kulisnál – azért tekintik Mazepát árulónak, mert a sztarsina érdekeinek megfelelően cselekedett, és nem az egész ukrán nép érdekeit tartotta szem előtt. Más ukrán történészek – mint például Hrusevszkij, Ohloblin, Lipinszkij – újraértékelték Mazepa cselekedeteit. Náluk Mazepa mint nemzeti hős jelenik meg, aki – érzékelve az oroszok túlzott elnyomásra törő politikáját – más nemzetek szövetségének megnyerésével igyekezett Ukrajna függetlenségét biztosítani. 20. századi politikai aktivisták – többek között az OUN ideológusa, Dmitro Doncov – mindenféle kritika nélkül magasztalták fel a hetman tevékenységét. A 20. század közepére Mazepa az Ukrajna függetlenségéért vívott harc szimbolikus alakjává vált.

## Mazepa alakja a művészetekben
Sorsa számos festőt, írót és zeneszerzőt megihletett:

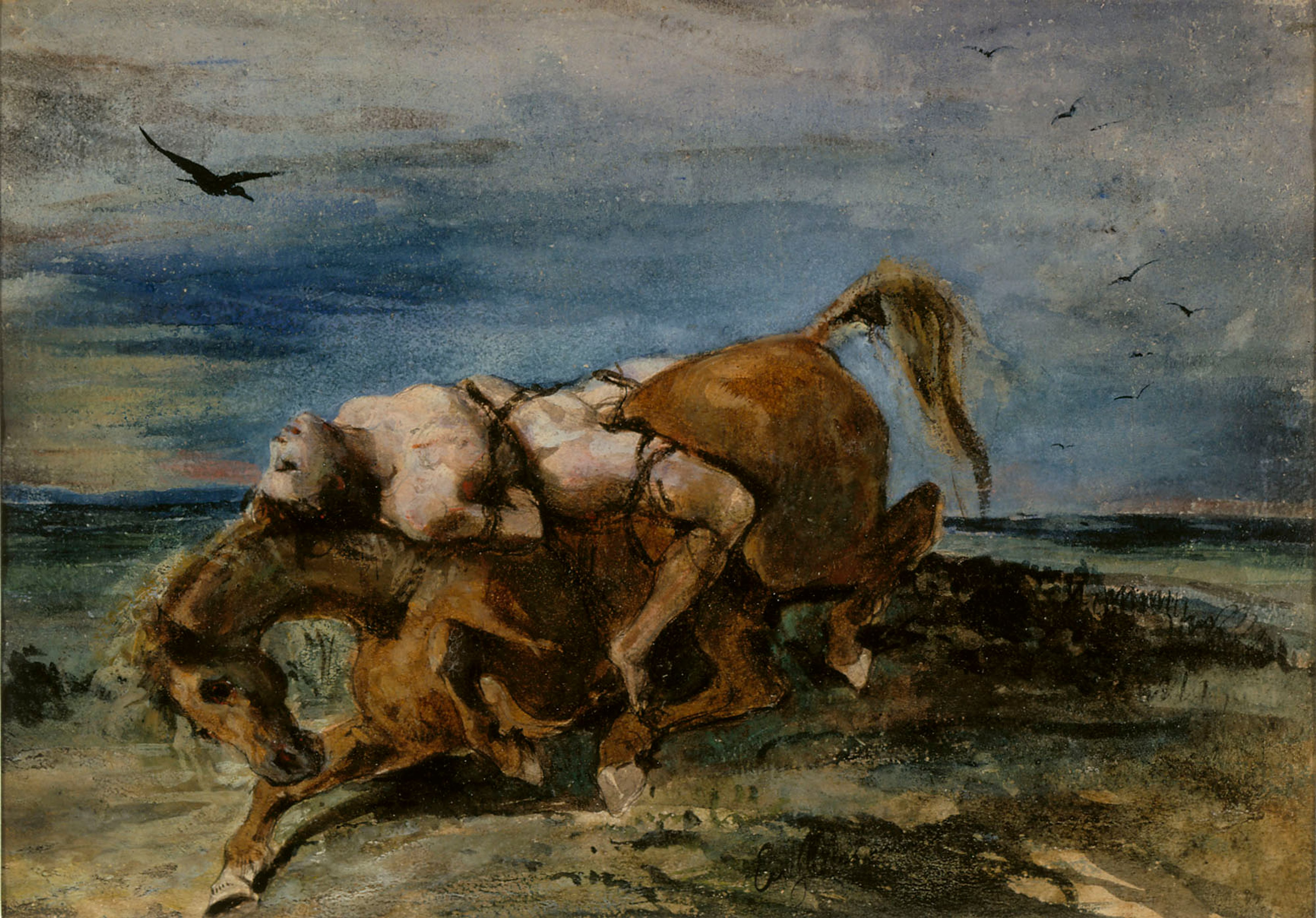
Eugène Delacroix: „Mazeppa a haldokló lovon” (1824)

- Théodore Géricault - Mazeppa (1823)
- Eugène Delacroix - Mazeppa (1824)
- George Byron – Mazeppa (1818)
- Victor Hugo – Mazeppa (1829)
- Liszt Ferenc –  Mazeppa, transzcendens etűdök No.4 (S.139/4, 1826)
- Liszt Ferenc – Mazeppa, szimfonikus költemény (S.100, 1851)
- Pjotr Iljics Csajkovszkij –  Mazeppa, opera (1884)
- Alekszandr Szergejevics Puskin – Poltava (1829)
- Juliusz Słowacki – Mazeppa (1840)
- Kosztolányi Dezső - Mazeppa George Gordon, lord Byron (műfordítás)[11]